# Кристоф Каспар фон Блументал
Кристоф Каспар фон Блументал (на немски: Christoph Caspar Freiherr von Blumenthal; * 8 октомври 1636 в Берлин; † 16 септември/ 19 септември 1689 в Щавенов) е фрайхер от род Блументал, бранденбургски дипломат. Фамилията е издигната през 1646 г. на имперски фрайхер.
Той е син на бранденбургския държавник Йоахим Фридрих фон Блументал (1607 – 1657) и първата му съпруга Елизабет Катарина фон Клитцинг (1613 – 1638), дъщеря на Каспар фон Клитцинг (1581 – 1638) и Анна (Катарина) фон дер Шуленбург (1595 – 1619). Внук е на Кристоф фон Блументал (1579 – 1624) и Доротея фон Хаке ( † 1620). Баща му се жени втори път 1639 г. за Елизабет фон Холтцендорф (1622 – 1675). Полубрат е на Шарлота Елеонора фон Блументал (1652 – 1720), омъжена на 11 януари 1669 г. в Берлин за граф Зигмунд Казимир фон Линар (1648 – 1686).
Kристоф Каспар фон Блументал следва право и държавни науки в Лайпциг и Хелмщет. След това той дълго пътува през Италия, Испания и Франция. Той става бранденбургски дворцов съветник, камерхер, 1652 г. рицар на Йоанитския орден, 1658 г. комендатор на Суплингенбург, таен камерен съве тник и след това военен комисар. Той е 1660, 1663 до 1664 г. пратеник в двора на френския крал Луи XIV. През 1661 г. е таен съветник. Той защитава интересите на господаря си през 1666 г. във Виена, от 1666 до 1669 г. отново във Франция, 1670 г. в Копенхаген и от 1673 до 1679 г. в Дрезден.

## Фамилия
Кристоф Каспар фон Блументал се жени на 22 октомври 1660 г. в Берлин за фрайин Луиза Хедвиг фон Шверин (* 18 януари 1644, Кьолн на Шпрее; † 5 май/юни 1700), дъщеря на първия министър на Курфюрство Бранденбург Ото фон Шверин (1616 – 1679) и Елизабет София фон Шлабрендорф (1620 – 1656). Те имат пет деца:
- Ото Фридрих, убит в битката на Каленберге
- Фридрих Карл, убит 1697 г. в Брабант
- син, убит в битка
- Адам Лудвиг фон Блументал (* 14 септември 1666, Клеве; † 13 август 1704), имперски граф (1701), женен за София Вилхелмина фон Шьонинг (* 18 май 1686, Берлин; † 17 ноември 1730, Витмансдорф)
- дъщеря